# (60008) Jarda
(60008) Jarda est un astéroïde de la ceinture principale.

## Description
(60008) Jarda est un astéroïde de la ceinture principale. Il fut découvert le 14 octobre 1999 à l'Observatoire d'Ondřejov par Lenka Šarounová. Il présente une orbite caractérisée par un demi-grand axe de 3,08 UA, une excentricité de 0,13 et une inclinaison de 1,5° par rapport à l'écliptique.

## Compléments